# MONGOL800
MONGOL800（モンゴルはっぴゃく）は、日本のロックバンド。所属事務所はハイ・ウェーブ。略称は「モンパチ」。

## 概要
1998年に沖縄県で結成。青春パンクの中に位置づける見方もあったが、沖縄を拠点に活動していた事もあり自ら積極的に関わる事はなかった。
バンド名に深い意味の関与はなく、ギターの儀間が、思いつきで考えた「モンゴル800」と言うフレーズをそのままグループ名にしただけで、実際のモンゴル国やモンゴル人とは関係ない。また、800という数値にも意味はない。2001年9月にリリースされたアルバム『MESSAGE』が、発売から7か月後のオリコンチャートで首位を獲得してインディーズとしては初の280万枚以上を売り上げ、日本のスリーピースバンドのアルバムとしては最高のセールスになった。

## メンバー
- 上江洌 清作（うえず きよさく、1981年2月15日（44歳） - ）

ボーカル、ベース担当。
沖縄国際大学文学部英文学科卒業。
- 髙里 悟（たかざと さとし、1980年8月17日（44歳） - ）

ドラムス、ボーカル担当。愛称は「サッシ」。
既婚で4児の父。
四国大学卒業。趣味は釣り。釣り番組『大ちゃんの釣りに行こう!』にゲスト出演したことがある。
2016年より四国大学短期大学部音楽科特任教授。同じ沖縄出身のBEGINのシングル『三線の花』の題字を担当する。

### サポートメンバー
- Kuboty (クボティー、1981年5月20日（44歳）)

ギター、ボーカル担当。
元TOTALFAT（ギター・コーラス）。
- Seasir（シーサー）

トランペット担当。
現DOBERMAN

- Nari（ナリ）

サックス担当。
現SCAFULL KING

### 旧メンバー
- 儀間 崇（ぎま たかし、1980年10月9日（44歳） - ）

ギター、ボーカル担当。
2019年4月に体調不良のため活動休止し、7月3日をもって脱退。

## 音楽性
2004年まではバンド活動と学生生活を並行しており、居住地が離れていることもあって練習時間の制約などから勢いを重視する面が強かった。バンドに専念するようになってからは、より深く音楽と向きあうようになったという。
エレキギター、ベース、ドラムの3つの楽器しか使わず、演奏の構成は非常にシンプルである。一方で、自分たちの音と歌に対する信用が自然な形で音楽に表れていて、シンプルな演奏であってもリスナーを退屈させない、と近田春夫は評している。アレンジの知識や演奏技術については経験を積むに従って格段に向上していった。
結成当初からライブが好きで、『MESSAGE』がブームになった時も期待してきた観客が喜ぶ事がうれしかったという。精神的に余裕がなくても、MCなどの観客とのコミュニケーションを積極的に行っている。ライブでの入場曲である『Enjoy Yourself (It's Later Than You Think)』はカバーした『2TONE RECORDS TRIBUTE ALBUM BLACK 〜RESPECT TO GANGSTERS〜』に収録されている。
「琉球愛歌」や「矛盾の上に咲く花」等、琉球愛をテーマとした曲が多い。故郷の沖縄のことを歌った時に、そこに自分の地元を重ねあわせて聴かれているのではないか、と上江洌は語っている。
『MESSAGE』ではストレートな歌詞も多かったが、同作で聴き手の年齢層が広がったこともあって『百々』からは表現を柔らかくしたという。沖縄の米軍基地に触れた曲などもあるが、「反基地を唱えることも良いが、日常の中にある大切なものを歌う方がやりたいことに近い」と述べている。

## 活動のスタンス
デビュー以来、故郷の沖縄を活動の拠点にしており、作品の発表とライブだけで満足している。逆に、メディア出演には関心が薄く、『MESSAGE』のヒット直後は取材申し込みが殺到し、精神的な負担の危惧などから、ほぼ全てを断っていた。また、ミュージック・ビデオやアーティスト写真すらも作らなかった。こういった姿勢から、「ロック界最強のマイペース」とも呼ばれた。ブームが落ち着き、バンド活動に専念するようになってからは、普通に取材を受けている。

## 来歴
1998年夏、浦添高校の同級生同士で「MONGOL800」が結成される。最初はメンバーが4人で、単独のボーカルもいるオーソドックスなバンド構成だった。THE BLUE HEARTSやHi-STANDARDのコピーバンドとして活動していたが、作曲に挑戦したところ意外な手応えを感じ、オリジナルの楽曲を演奏するようになった。『START』と『新コメカミン』を自主制作したが、CD-Rのコピーが途中で面倒になり予定枚数まで作らなかったという。12月には宜野湾でSNAIL RAMPのフロントアクトを務めた。
1999年3月に高校を卒業し、メンバー3名とも進学する。沖縄の若いバンドのCDを出したいと考えていた3rd WAVEから高校在学中にオファーを受けており、ゴールデンウィークにレコーディングを行って1stアルバム『GO ON AS YOU ARE』を作成した。12月に沖縄県内限定で発売されたが、1,000枚というレーベル側の販売目標が多すぎて不安になったという。一方、9月にはHi-STANDARD、10月にはBRAHMANの沖縄公演で、それぞれフロントアクトを務めている。
2000年、『GO ON AS YOU ARE』がタワーレコード那覇店を中心に爆発的に売れ、県内で11,000枚のセールスを記録し、4月に全国発売された。8月にはサマーソニックとライジング・サン・ロックフェスティバルに出演した。
2001年9月、2ndアルバム『MESSAGE』をリリース。収録曲の「あなたに」が、3月よりトップの全国CFに使われていた事がきっかけで、大ヒット。また、大学の夏休み期間を利用して全国9都市でのライブツアー10公演を行っている。
2002年3月29日からGreen Dayの日本ツアーに帯同してサポートを行った。8月にはフジロック・フェスティバル、ROCK IN JAPAN FESTIVAL、サマーソニック、ライジング・サン・ロックフェスの4つの夏フェスに出場した。同年の『NHK紅白歌合戦』への参加を依頼されたが、大晦日は沖縄の小さなライブハウスで年越しライブを行った。
2003年4月、イタリアで初の海外公演を行う。12月には1stシングル『ヨロコビノウタ』をリリースした。
2004年3月に3rdアルバム『百々』をリリース。メンバー全員が大学を卒業した事を受け、バンド初となる全国47都道府県ツアー「MONGOL800全国 PARTY!!?百々2004?」を4月から9月まで開催し、63本の・宴Cブを行った。非常に大変だったが、いろいろな反応を見られて良かった、と語っている。12月には、沖国大米軍ヘリ墜落事件を受けて上江洌の母校・沖縄国際大学で行われた、普天間飛行場の飛行停止を訴えるイベント『NO FLY ZONE』にボランティアで参加した。
2005年3月にマカオ、11月にロサンゼルスでライブを行った。夏には3年ぶりにROCK IN JAPAN FESTIVALに出場し、8月と10月には国内でミニツアーを開催している。また、同年に沖縄のアパートの1室を自分たちで改装し、拠点となる練習スタジオを作った。
2006年8月8日、2年5ヶ月ぶりのアルバム『Daniel』をリリース。8月から12月にかけ、全国47都道府県ツアー「MONGOL800 Daniel's TOUR 2006」を実施。53本のライブを行った。
2007年、他のアーティストとのセッションやトリビュートの企画のオファーが多く、BLACK BOTTOM BRASS BANDやRYUKYUDISKOの作品に参加した。8月に南西諸島で10公演を行うトロピカルツアーを開催している。
2008年、沖縄県内のライブハウスでサーキットツアーを敢行。前年までのコラボレーション作品などをまとめた『etc works-エトセトラ ワークス-』を7月に、2ndシングル『special thanks!!』を12月にリリースした。
2009年7月8日、3年ぶりのオリジナル・アルバム『eight-hundreds』をリリース。結成から10年が経ち、再出発という意味を込めてバンド名から名前を取ったという。7月から11月にかけ、全国47都道府県ツアー「MONGOL800 eight-hundreds tour 2009」を敢行。10月にはMONGOL800主催の「MONGOL800 ga FESTIVAL What a Wonderful World!!」を開催。12月7日、MONGOL800初のアリーナ「MONGOL800 ga LIVE at 日本武道館」を開催。
2011年5月18日にコンピレーション・アルバム『etc works 2』をリリース。6月には、かねて共演の多かったSPECIAL OTHERSのシングル「空っぽ」に上江洌がコラボレーションで参加。また、10月1日、2日には読谷村で野外フェス「What a Wonderful World!!」を主催した。
2012年4月13日、同じ沖縄出身のORANGE RANGE主催の「おかげさまで10周年。琉球サミット in 江戸 〜ORANGE RANGEとMONGOL800〜」に出演。
2013年1月25日、結成15周年を迎え『ミュージックステーション』に初出演を果たし、「小さな恋のうた」を披露した。リズムが少し変更してあり、東北に向けての言葉が歌詞に組み込まれていた。

## ディスコグラフィ

### 自主制作
1. START
2. 新コメカミンA

### アルバム

#### フルアルバム
|     | 発売日                                          | タイトル             | 規格品番                              | 最高位 （オリコン） |
| --- | ----------------------------------------------- | -------------------- | ------------------------------------- | ------------------- |
| 1st | 1999年12月・沖縄のみ発売 2000年4月7日・全国発売 | GO ON AS YOU ARE     | HICC-1001                             | 6位                 |
| 2nd | 2001年9月16日                                   | MESSAGE              | HICC-1201                             | 1位                 |
| 3rd | 2004年3月18日                                   | 百々                 | HICC-1801                             | 3位                 |
| 4th | 2006年8月8日                                    | Daniel               | HICC-2201                             | 4位                 |
| 5th | 2009年7月8日                                    | eight-hundreds       | HICC-2901:初回限定盤 HICC-2801:通常盤 | 9位                 |
| 6th | 2013年2月20日                                   | GOOD MORNING OKINAWA | HICC-3501                             | 7位                 |
| 7th | 2015年8月19日                                   | People People        | HICC-4001                             | 4位                 |
| 8th | 2016年9月28日                                   | Pretty good!!        | HICC-4201                             | 12位                |
| 9th | 2023年7月12日                                   | LAST PARADISE        | HICC-5601                             | 17位                |

### シングル
|     | 発売日        | タイトル                    | 規格品番  | 最高位 （オリコン） |
| --- | ------------- | --------------------------- | --------- | ------------------- |
| 1st | 2003年12月6日 | ヨロコビノウタ              | HICC-1601 | 1位                 |
| 2nd | 2008年12月3日 | special thanks!!            | HICC-2701 | 19位                |
| 3rd | 2014年6月25日 | OKINAWA CALLING×STAND BY ME | HICC-3802 | 40位                |

### 配信限定シングル
| 発売日        | タイトル            |
| ------------- | ------------------- |
| 2022年4月29日 | 想うた ～親を想う～ |

### DVD
|     | 発売日        | タイトル                                                   | 規格品番  | 最高位 （オリコン） |
| --- | ------------- | ---------------------------------------------------------- | --------- | ------------------- |
| 1st | 2007年7月10日 | DVD800 Daniel's Tour 2006                                  | HIBH-2501 | 10位                |
| 2nd | 2010年10月6日 | DVD800 SPECIAL BOXX！！                                    | HIBH-3001 | 10位                |
| 3rd | 2014年4月30日 | DVD800 GOOD MORNING OKINAWA TOUR 2013-2014                 | HIBH-3901 | 9位                 |
| 4th | 2019年12月4日 | DVD800 20th ANNIVERSARY FINAL モンパチハタチ at 日本武道館 | HIBH-4801 | 20位                |

#### スプリットEP
| 発売日        | タイトル | 名義             | 規格品番   | 順位     |
| メジャー      | メジャー | メジャー         | メジャー   | メジャー |
| ------------- | -------- | ---------------- | ---------- | -------- |
| 2022年6月22日 | 愛彌々   | MONGOL800×WANIMA | WPCL-13376 | TBA      |

### 参加作品
| 発売日         | タイトル                                                                                      | 規格品番                         | 収録曲 |
| -------------- | --------------------------------------------------------------------------------------------- | -------------------------------- | --- |
| 2000年03月24日 | JAPANESE HOMEGROWN vol.4                                                                      | ORA-1021                         | 1.Don't Worry Be Happy |
| 2001年05月24日 | 飛薬-Flying Drug-沖縄中毒Volume Two                                                           | WINN-82069                       | 4.HEY Mamy |
| 2003年12月03日 | 山嵐「「嵐2003」feat.ラッパ我リヤ/「輪」feat.キヨサク(from モンゴル800)/山嶺(Remix)」         | MUCD-5044                        | 2.「輪」feat.キヨサク(from モンゴル800) |
| 2006年10月18日 | BLACK BOTTOM BRASS BAND「ライフ・イズ・パレード」                                             | VICL-62091                       | 5.Beautiful / BLACK BOTTOM BRASS BANDとMONGOL800 |
| 2007年@3月21日 | HUSKING BEE（トリビュートアルバム）                                                           | TFCC-86216                       | 14. オーバーラップワルツ |
| 2007年07月11日 | RYUKYUDISKO「ナサキ feat.MONGOL800」                                                          | KSCL-1145                        | 1.ナサキ feat.MONGOL800 |
| 2007年10月24日 | ユニコーン・トリビュート（トリビュートアルバム）                                              | SECL-561                         | 2.大迷惑 |
| 2007年11月28日 | RIP SLYME「FUNFAIR」                                                                          | WPCL-10444                       | 12.Remember (RIP SLYME with MONGOL800) |
| 2008年02月     | おきなわのホームソング                                                                        |                                  | ニーブイカーブイ(作詞:上江洌清作) |
| 2008年02月27日 | SOFFet「NEW STANDARD」                                                                        | RZCD-45820B RZCD-45821           | 2.ひとりじゃない (SOFFet with MONGOL800) |
| 2009年03月25日 | ソングス・フォー・チベット・フロム・ジャパン                                                  | TRUB-1                           | 11.琉球愛歌 |
| 2009年06月26日 | DJやついいちろう「DJやついいちろう 1」                                                        | VICL-63348                       | 8.小さな恋のうた |
| 2009年07月22日 | BOOMANIA〜THE BOOM SPECIAL BEST COVERS〜                                                      | VFCV-00044                       | DISC2-2.おりこうさん |
| 2009年08月05日 | 2TONE RECORDS TRIBUTE ALBUM BLACK RESPECT TO GANGSTERS                                        | CTCR-14641                       | 2.Enjoy Yourself |
| 2010年01月27日 | NO MUSIC, NO LIFE. SONGS                                                                      | RZCD-46471 RZCD-46473 RZC1-46475 | DISC1-1.MUSIC MATCHES TUNING OF THE WORLD 〜NO MUSIC, NO LIFE.〜／LOW IQ 01 feat. 上江洌清作（MONGOL800）、ヨシザワ"モ〜リス"マサトモ（YOUR SONG IS GOOD）、フミ（POLYSICS）、藤田勇（MO'SOME TONEBENDER） |
| 2010年04月28日 | スティッチ! オリジナル・サウンドトラック                                                      | AVCW-12775                       | 1.南風と太陽 |
| 2010年05月26日 | Miss Monday「Life is beautiful feat.キヨサク from MONGOL800, Salyu, SHOCK EYE from 湘南乃風」 | FLCF-4333                        | 1.Life is beautiful feat.キヨサク from MONGOL800,Salyu,SHOCK EYE from 湘南乃風 |
| 2010年06月23日 | Q;indivi+「ACACIA;」                                                                          | WPCL-10825                       | 9.hanabi / Q;indivi+キヨサク |
| 2010年07月21日 | Happy Songs                                                                                   | COCP-36284                       | 10.Marriage Blue |
| 2010年07月28日 | ロック・スティッチ                                                                            | AVCW-12789                       | 9.南風と太陽 |
| 2010年09月01日 | The BK Sound「One」                                                                           | FLCF-4347                        | 6.DAYDREAM BELIEVER feat.キヨサク(MONGOL800,The NO PROBLEMs) |
| 2011年03月02日 | BEGIN 20th アニバーサリー スペシャル・トリビュート・アルバム                                  | TECI-1298                        | 3.涙そうそう / MONGOL800 & MAJESTICS |
| 2011年03月16日 | GO!GO!7188 Tribute - GO!GO! A GO!GO!                                                          | VICB-60069                       | 10.こいのうた |
| 2011年06月22日 | SPECIAL OTHERS＆キヨサク（from MONGOL800）「空っぽ」                                          | VICL-36650                       | 1.空っぽ |
| 2011年06月29日 | ALLY&DIAZ「ALLY&DIAZ」                                                                        | TKCA-73647                       | 11. Candy with キヨサク & SATOSHI |
| 2011年07月06日 | The BK Sound「Two」                                                                           | FLCF-4381                        | 3.琉球乃風 feat.若旦那 & キヨサク(from MONGOL800,The NO PROBLEM's) |
| 2011年09月28日 | 加藤登紀子「命結-ぬちゆい」                                                                   | UICZ-4250                        | 4.タユタウタ with キヨサク (MONGOL800) |
| 2011年11月09日 | 普久原メロディー                                                                              | UNIZON-001                       | 17.豊年音頭 |
| 2012年05月30日 | 上江洌.清作&The BK Sounds!!「アイランド」                                                     | TFCC-86385                       | 11.Candy with キヨサク(MONGOL800) & SATOSHI(山嵐) |
| 2012年9月19日  | THE HUMAN BEATS「Two Shot」（上江洌のみ）                                                     | TRHB-1001                        | |
| 2012年10月24日 | 関口和之「UKULELE CALABAN」                                                                   | VICL-63910                       | 1.TAHITI (vocal:キヨサク[MOGOL800]) |
| 2013年09月04日 | NaotoHiroki & Karatesystems「Travel Sounds」                                                  | PCCA-03899                       | 2.You are my sunshine feat. 上江洌清作 from MONGOL800 |
| 2014年03月12日 | 東京スカパラダイスオーケストラ「流れゆく世界の中で feat.MONGOL800」                           | CTCR-40359B CTCR-40360           | |
| 2014年04月16日 | THE King ALL STARS「未来の水平線」                                                            | TRJC-1029                        | |
| 2014年07月02日 | 怒髪天「問答無用セレクション"金賞"」                                                          | TECI-1404                        | DISC3-9.団地でDAN!RAN! (増子直純フル歌唱 ver) feat.キヨサク (MONGOL800) |
| 2014年08月06日 | 上江洌.清作&The BK Sounds!!「アイランド2」                                                    | TFCC-86480                       | 6.ヨロコビノウタ feat.上江洌.清作 & The BK Sounds!! |
| 2014年11月12日 | DOZAN11「Japan be Irie!!」                                                                    | UPCH-2002                        | 6. ヨロコビノウタ feat.上江洌.清作 & The BK Sounds!! |
| 2015年04月01日 | 私とドリカム2 -ドリカムワンダーランド2015 開催記念 BEST COVERS-                               | ESCL-4394                        | 13.a little waltz |
| 2015年07月29日 | ROCK IN DISNEY                                                                                | AVCW-63080                       | 7.南風と太陽 [Stitch!] |
| 2015年11月25日 | GAKU-MC「LIFE IS A JOURNEY」                                                                  | DDCZ-2062                        | 2.rap love song feat.キヨサク from MONGOL800 |
| 2016年06月15日 | GAKU-MC「ついてない1日の終わりに」                                                            | TFCC-86561                       | 5.rap love song feat.キヨサク from MONGOL800 |
| 2016年07月20日 | Mighty Crown「Mighty Crown 25th Anniversary CHAMPION IN ACTION」                              | TYCT-60087                       | 6.小さな恋のうた (Lovers Rock Mix) feat.KIYOSAKU from MONGOL800 |
| 2016年07月20日 | ORANGE RANGE「縁盤」                                                                          | VICL-64609 VIZL-1013             | 2.以心電信 |
| 2016年08月03日 | ソウル・フラワー・ユニオン&ニューエスト・モデル 2016トリビュート                              | CRCP-40473                       | 4.海行かば 山行かば 踊るかばね |
| 2018年04月18日 | Mrs. GREEN APPLE「ENSEMBLE」                                                                  | UPCH-29294                       | 5.はじまり feat. キヨサク from MONGOL800 |
| 2022年08月10日 | 関口和之「FREE-UKES」                                                                         | VICL-65720                       | 15.TAHITI (vocal:キヨサク[MOGOL800]) |
| 2024年12月18日 | Salyu 20th Anniversary Tribute Album "grafting"                                               | TFCC-81115〜6                    | Disc1-6.風に乗る船 |

## 主なライブ

### ワンマンライブ・主催イベント
- 2004年 - MONGOL800 全国PARTY!! 〜百々2004〜
w/BLACK BOTTOM BRASS BAND / NEW TOWNER / SKAYMATES / SOFFet / 古謝美佐子 / 赤犬
- 2005年 - MONGOL800 ga LIVE
w/BEAT CRUSADERS / ELLEGARDEN / KOOLOGI
- 2005年 - MONGOL800 ga LIVE 2
w/Bleach / EAST WOMAN / The☆Hookers / 耳切坊主
- 2006年08月11日〜12月13日 - Daniel's TOUR 2006
- 2008年08月01日〜08月10日 - 10th Anniversary OKINAWA Live House Circuit Tour '08
- 2008年12月17日〜12月20日 - MONGOL800 ga LIVE 3
- 2009年07月14日〜11月14日 - MONGOL800 eight-hundreds tour 2009
- 2009年10月03日 - MONGOL800 ga FESTIVAL What a Wonderful World!!
- 2009年12月07日 - MONGOL800 ga LIVE at 日本武道館
- 2010年10月02日・03日 - 800だョ全員集合!!
w/BLACK BOTTOM BRASS BAND / 奥田民生 / YO-KING / ハナレグミ / OKAMOTO'S / ディアマンテス / The BK Sound / 浅草ジンタ / Bagdad Cafe The Trench Town
- 2011年05月28日〜08月29日 - MONGOL800 ga LIVE 4
w/COOL WISE MAN / フラワーカンパニーズ / 磯部正文BAND
- 2011年10月01日・10月02日 - MONGOL800 ga FESTIVAL What a Wonderful World!! 11
- 2012年07月20日〜08月16日 - MONGOL800 ga LIVE〜tropical tour'12〜
- 2012年10月16日・10月16日 - 800だョ全員集合!!
w/THE 冠/ヒダカトオル/かりゆし58/喜納昌吉&チャンプルーズ/U-DOU&PLATY/赤犬
- 2013年03月08日〜06月21日 - GOOD MORNING OKINAWA TOUR 2013
- 2013年07月05日 - MONGOL800 ga LIVE "800BEST" at 日本武道館
- 2013年11月01日〜2014年02月02日 - GOOD MORNING OKINAWA TOUR 2013-2014
- 2014年02月13日 - MONGOL800 ga LIVE "800BEST" at 大阪城ホール
- 2014年03月01日 - MONGOL800 ga LIVE "800BEST" at 福岡国際センター
- 2014年03月15日 - MONGOL800 ga LIVE "15th ANNIVERSARY FINAL"
- 2014年04月19日 - 髙里悟 ga presents MONGOL800 ga LIVE "凱旋"
- 2014年08月07日 - 髙里悟 ga presents MONGOL800 ga LIVE "凱旋II"
- 2014年10月04日・10月05日 - MONGOL800 ga FESTIVAL What a Wonderful World!! 13+14
- 2015年08月29日・09月04日・05日 - 800だョ全員集合!!
w/DA PUMP / きいやま商店 / Sakishima Meeting (新良幸人, 下地勇) / FLiP / U-DOU&PLATY / Kachimba 1551 / I-VAN / 清水ミチコ / かりゆし58
- 2015年09月29日〜12月27日 - People People TOUR 2015
- 2016年11月05日〜11月06日 - MONGOL800 ga FESTIVAL What a Wonderful World!! 16
- 2016年11月19日〜2017年2月20日 - Pretty good!! TOUR 2016-2017
- 2017年08月20日〜08月23日 - MONGOL800 ga LIVE 5 東北ライブハウス大作戦
- 2017年11月03日 - 秋のART & MUSIC FESTIVAL! 開館10周年記念 MONGOL800特別限定ライブ
- 2017年12月31日 - MONGOL800 ga COUNTDOWN "Happy 20th ANNIVERSARY"